# グロースクロッツェンブルク
グロースクロッツェンブルク (ドイツ語: Großkrotzenburg) は、ドイツ連邦共和国ヘッセン州マイン＝キンツィヒ郡の町村（以下、本項では便宜上「町」と記述する）である。ハーナウの南に位置し、マイン川に面している。グロースクロッツェンブルクは、大きな水浴地があることで知られている。全町域の約 10 % が水面である。
マイン川に面した E.ON のシュタウディンガー石炭火力発電所の冷却塔は、ライン＝マイン地域の東の入口を示すランドマークとなっている。

## 地理

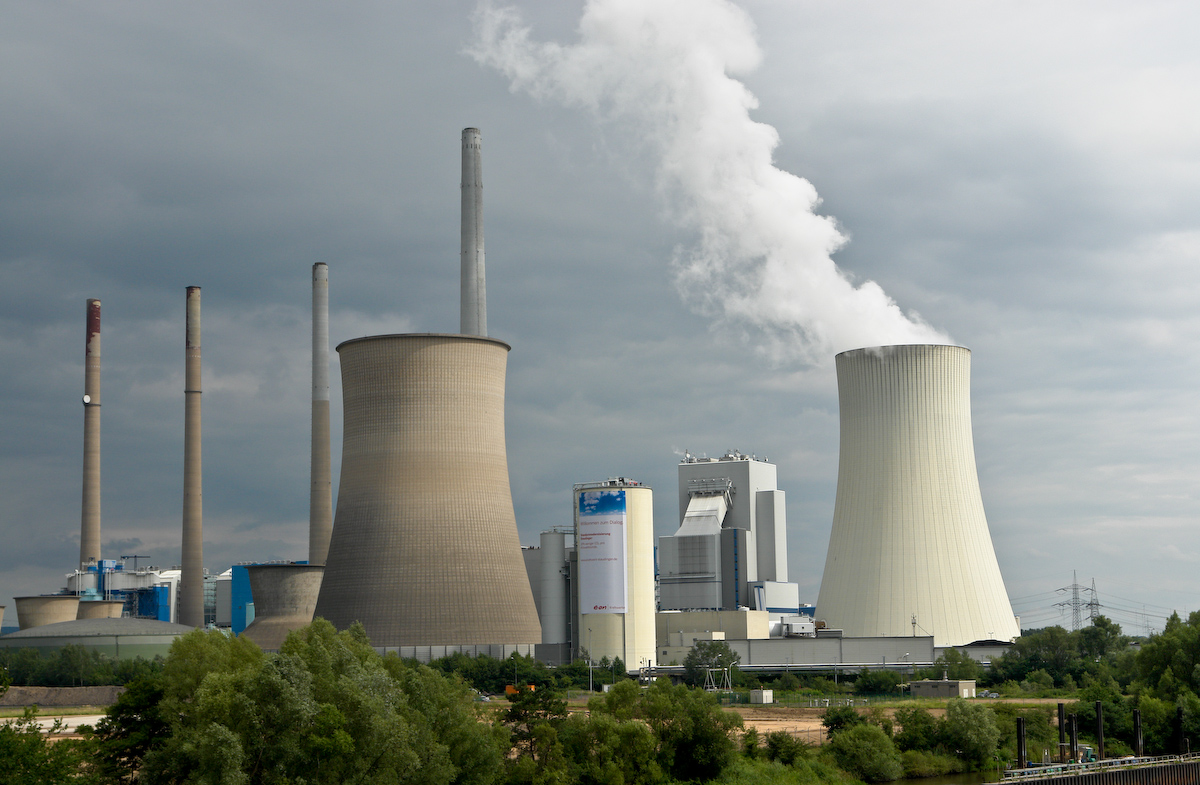
シュタウディンガー火力発電所

### 隣接する市町村
グロースクロッツェンブルクは、北はハーナウ（マイン＝キンツィヒ郡）、東はカール・アム・マイン（アシャッフェンブルク郡）、南と西はハインブルク（オッフェンバッハ郡）と境を接している。

### 近郊保養地
グロースクロッツェンブルク町内にシュペッサルトブリック水浴場がある。夏期には、広さ約 15万 m2 の人造湖であるフライゲリヒト西湖（グロースクロッツェンブルク湖とも呼ばれる）の畔にあるこの水浴場に多くの人々が訪れる。湖畔には広い日光浴用の芝生があり、利用されている。この湖の水質は、連邦道 B8号線を挟んだ向かいのバイエルン側に位置するフライゲリヒト東湖とともにカール湖水地方で最高である。これは互いに地下でつながった湖に多くの天然の水源から水が供給されている事による。この湖は元々1920年代まで行われていた褐炭の露天掘りによる採掘地であった。その後砂や砂利の採掘が行われた。

## 歴史
発掘された出土品は、グロースクロッツェンブルク町域内の定住が先史時代（青銅器時代、骨壺葬地時代、ハルシュタット時代、ラ＝テーヌ時代）からなされていたことを示している。紀元100年頃、ローマ人がこの地を支配し、現在の町の中心地にグロースクロッツェンブルク要塞を建設した。ローマ帝国の国境線であるリーメスが北からグロースクロッツェンブルクに至り、マイン川に達した。ここからリーメスはマイン川沿いに南に向かい、初めはネッカー＝オーデンヴァルト＝リーメスとしてヴェルトから、後にはオーベーゲルマニシェ＝リーメスとしてミルテンベルクからマイン川を離れて南に向かって伸びていた。グロースクロッツェンブルク要塞の駐屯兵は、第4コホルス・ヴィデリコルムであった。この部隊はオーバーゲルマニアのローマ軍補助兵（アウクシリア）であり、軍事レンガ工場で大量のレンガを生産していた。
259年から260年にアラマン人がリーメスを突破した。この地域に定住した住民は、500年頃にフランク人に征服され、850年頃にヘッセンのガウの伯の支配下に置かれた。皇帝オットー1世の娘イーダは、10世紀末にこの村をマインツの聖ペテロ同胞教団に寄贈した。その後世俗化されるまでの800年以上の間この所有関係は継続した。
グロースクロッツェンブルクとカール・アム・マインとの間にあった自然文化財ヘクセンアイヒェ（「魔女のオーク」）は1970年8月7日に落雷を受けた。三十年戦争の時代には既にその存在が確認できるこのオークの木は1971年6月8日に伐り倒された。その後新たにオークの木が植樹され、17世紀前半に69人の女性と21人の男性が犠牲となった魔女狩りを追悼する記念碑が設けられた。

## 行政

### 議会
グロースクロッツェンブルクの町議会は、25議席からなる。

### 紋章
白地に赤い城壁。その前に斜め十字に組み合わされた2本の金の鍵が描かれている。鍵はグロースクロッツェンブルクが時代によって所属していた2つの司教区、すなわちフルダ司教区とマインツ司教区を象徴している。赤い壁はローマ時代の城塞を表している。

### 姉妹自治体
- エーデラーン（ドイツ、ザクセン州）
- アシェール（フランス、イヴリーヌ県）
- トシュビュー（スウェーデン、ヴェルムランド県）

## 文化と見所

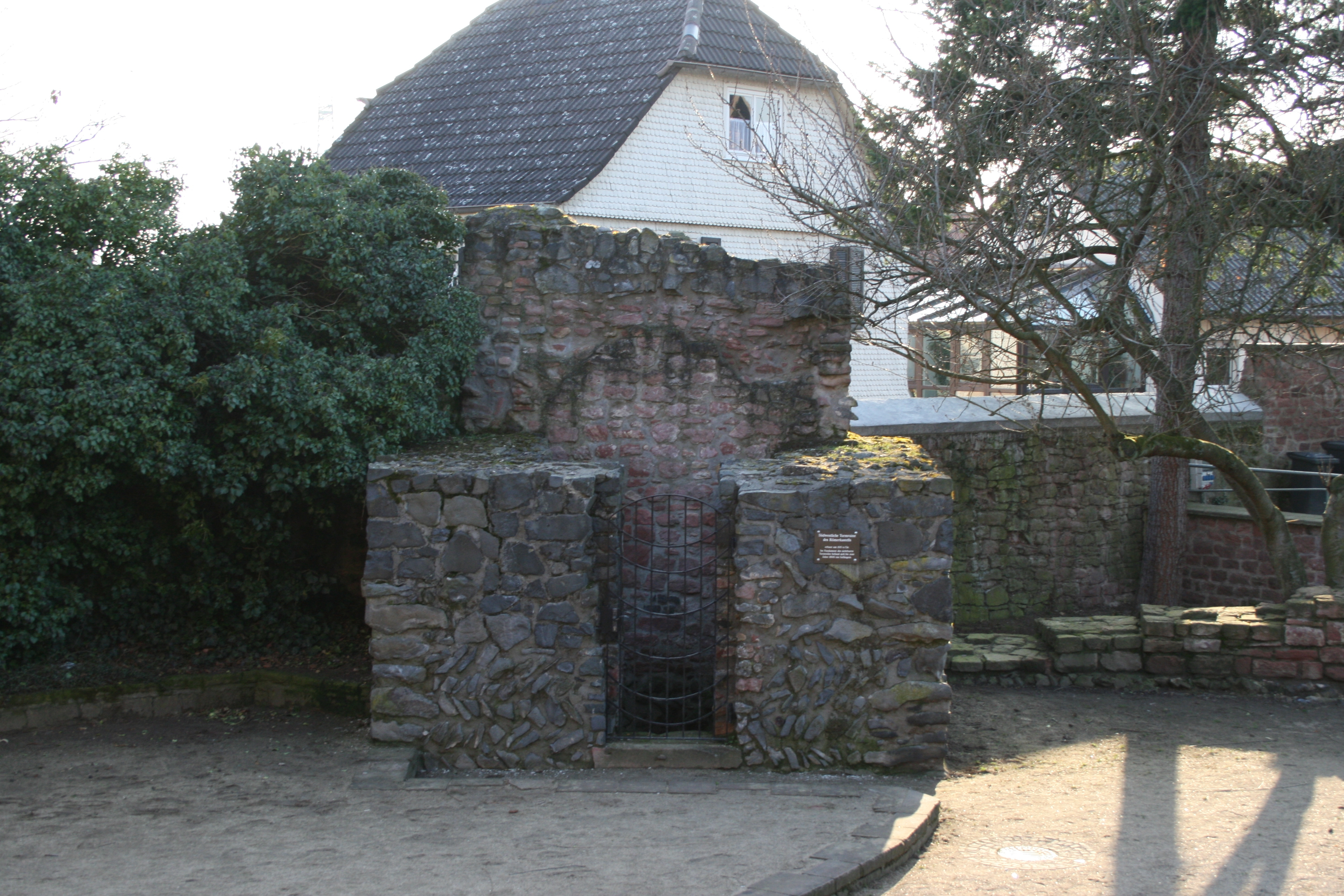
ローマ時代の城塞の隅塔と城壁跡

見所としては現存するローマ時代の一部が特筆に値する。これは2005年にユネスコの世界遺産に登録された。この遺跡は、ライン川の右岸側では最古の地上のローマ建築である隅塔と、これに直接つながった城壁の一部から成っている。また、マイン川の中や畔からローマ時代の橋が発掘されており、マイン川の堤に小さな模型が展示されている。さらに、かつての城門の輪郭がキルヒ通りに玉石を埋め込んで示されており、これにより城塞施設の規模をうかがい知ることができる。
ローマ＝カトリックの聖ラウレンティウス教会は、1826年から1828年にユリウス・オイゲン・ルールによって古典主義様式で建設され、1997年から1998年にかけて改修された。塔は2009年に改修された。

### 博物館
郷土博物館は、郷土歴史協会の本部であり、グロースクロッツェンブルクの変化に富んだ歴史を展示している。この博物館は、1894年に建設された古い学校を転用したもので、旧城塞の隅塔のすぐ近くにある。展示物には、1628年にマインツ大司教により敢行され、少なくとも90人が犠牲となった魔女狩りに関するものがある。

### スポーツ
グロースクロッツェンブルクには、地元のサッカークラブが所有するスポーツスタジアムがある。この他に屋内プールや水浴場がある。
- 郷土博物館
- シュペッサルトブリック水浴場

## 経済と社会資本

### 公共機関
グロースクロッツェンブルク自衛消防団は、防火活動や救命活動一般を担っている。消防団は現在約500人の団員を擁している。青少年センターは、7歳から25歳までの青少年活動の拠点となっている。青少年センターは公民館の裏手にある。

### 教育
グロースクロッツェンブルクには学校が 2校ある。ゲシュヴィスター＝ショル基礎課程学校がその一つである。私立フランシスコ会ギムナジウムは地域を超えて学区を有している。

## 引用
1. ↑  Hessisches Statistisches Landesamt: Bevölkerung in Hessen am 31.12.2023 (Landkreise, kreisfreie Städte und Gemeinden, Einwohnerzahlen auf Grundlage des Zensus 2011)]
2. ↑  2011年3月27日の町議会議員選挙結果、ヘッセン州統計局（2012年12月23日 閲覧）
3. ↑  Lucas Mangelmann: Großkrotzenburg. Pfarrkirche St. Laurentius. In: Kirchliche Denkmalpflege im Bistum Fulda – Jahresbericht 2009. In: Archiv für mittelrheinische Kirchengeschichte 62 (2010), pp. 399–414 (408 - ).